# مرغ بهشت گولدی
مرغ بهشت گولدی (نام علمی: Paradisaea decora) نام یک گونه از سرده مرغ‌بهشتیان است.